# قانون العدالة المجتمعية (إسكتلندا)
قانون العدالة المجتمعية (اسكتلندا) لعام 2016  هو قانون صادر عن البرلمان الاسكتلندي تم تمريره في فبراير  2016 لتقديم الحكم  لترتيبات العدالة المجتمعية الجديدة . أنشأ القانون هيئة وطنية جديدة للإشراف على العدالة المجتمعية وقدم متطلبات حول تحقيق النتائج التي تم تعيينها محليًا ووطنيًا.

## التاريخ
تم تقديم مشروع القانون في 7 مايو 2015 بقلم مايكل ماثيسون ، وزير العدل في مجلس الوزراء.
في سبتمبر 2015 ، تم نشر تقرير من قبل المجموعة الوزارية حول إعادة إدماج الجناة. كان هناك مشروع قانون أيضًا تم إدخال بعض المرونة حول تاريخ الإصدارلمطابقة الدعم المتاح بشكل أفضل في المجتمع. 
نظرت لجنة العدل كيف يمكن أن ينص التشريع على 32 شراكة تخطيط للمجتمع المحلي (CPPs) تحمل مسؤوليات جديدة دون أي تمويل جديد للقيام بذلك. .
أنشأ التشريع هيئة وطنية جديدة ، العدالة المجتمعية في اسكتلندا. .
تم تمرير التشريع بالإجماع في 11 فبراير 2016. .
تلقت الموافقة الملكية في 21 مارس 2016.

## وصلات خارجية
- Progress of the bill at Scottish Parliament